# Zellproliferation
Zellproliferation, oft auch nur Proliferation (lateinisch proles ‚Nachwuchs‘, ‚Sprössling‘ und ferre ‚tragen‘) genannt, ist die Bezeichnung für Wachstum beziehungsweise Vermehrung von Zellen. Die Zellproliferation äußert sich in Zellteilung und Zellwachstum.

## Beschreibung
Ständig sterben in einem lebenden Organismus Zellen ab. Im menschlichen Körper sind dies beispielsweise pro Tag mehrere hundert Millionen Zellen. Dieser Verlust muss durch die Neubildung von Zellen – die Zellproliferation – kompensiert werden.
Die Neubildung von Zellen erfolgt durch Zellteilung. Damit die Teilung kontrolliert abläuft, sind komplizierte Signalkaskaden (Signaltransduktion) notwendig. Dabei spielen Botenstoffe wie Mitogene und Wachstumsfaktoren sowie Hormone, wie beispielsweise Insulin oder Somatotropin, als Auslöser der Signalkaskade eine entscheidende Rolle. So werden unter anderem Ionenkanäle für Kalium und Calcium sowie die Natrium-Protonen-Austauscher (NHE) und andere Transportproteine aktiviert. Über die Vermittlung von G-Proteinen, am G-Protein-gekoppelten Rezeptor der Zelle, wird die Bildung von Inositoltrisphosphat (ein Second Messenger) angeregt, Tyrosinkinasen werden aktiviert und eine Reihe von Kinase-Kaskaden in Gang gesetzt.
Werden einzelne Elemente der Signalkaskade inhibiert, so kann die Zellproliferation unterbrochen werden. Umgekehrt können Mutationen in Genen von Signalproteinen bewirken, dass die Zellproliferation unkontrolliert abläuft. Protoonkogene mutieren zu Onkogenen. Diese bewirken, dass die Proliferation auch ohne Botenstoffe in Gang kommt, wodurch sich die Zelle selbstständig und unkontrolliert teilt. Die fatale Mutation wird dabei auf die Tochterzellen übertragen, die sich dann ebenfalls unkontrolliert weiterteilen können, was letztlich zur Entstehung entarteten Gewebes (Krebs) führen kann.

## Beispiel für Proliferation
Bei einer Gefäßverletzung setzen die Thrombozyten (Blutplättchen) ein Mitogen frei, den Platelet Derived Growth Factor (PDGF). Dieser Wachstumsfaktor löst die Zellproliferation aus und ermöglicht damit die Heilung der Wunde. Ist die Wunde geschlossen, wird die Proliferation durch andere Botenstoffe wieder gestoppt.